# Liet
Liet is de naam van een serie muzikale talentenjachten die sinds 1991 bijna elk jaar worden gehouden. Er is ook een Europese versie van Liet, namelijk Liet International.

## Liet in Friesland
De Friese editie van Liet heeft altijd plaatsgevonden in Leeuwarden. Elk jaar heeft een jury een winnaar aangewezen. Bij verschillende edities wees daarnaast ook het publiek een winnaar aan. Sinds 2005 wijst een aparte jury ook nog de winnaar aan van de Steven Sterkprijs voor de beste liedtekst. De bekendste Liet-winnaar is de tweemansformatie Twarres, die in 1999 de publieksprijs won met de latere Nederlandse en Belgische nummer 1-hit 'Wêr bisto?'. Andere in en buiten Friesland bekend geworden winnaars zijn Nynke Laverman, Sebeare en Adri de Boer.
Tot en met 2006 werden de deelnemers aan Liet van tevoren door de jury geselecteerd aan de hand van ingezonden geluidsopnamen. Het aantal daarvan schommelde altijd tussen de 55 en de 75. Tijdens de finale bestond de jury uit vertegenwoordigers van vijf Friese regio's. In 2007 is Liet niet doorgegaan. Met ingang van 2008 houdt Liet vijf regionale voorronden. Uit de winnaars daarvan selecteert de jury vervolgens de deelnemers aan de finale in Leeuwarden. Omrop Fryslân zendt deze finale elk jaar integraal uit.
Voorwaarde voor deelname aan Liet is dat de tekst van het nummer waarmee de artiest deelneemt geschreven is in het Fries of een van de in Friesland gesproken streektalen.
Liet wordt georganiseerd door de Stichting Liet in samenwerking met de Leeuwarder stadsschouwburg De Harmonie.

## Liet International
Sinds 2002 bestaat er onder de naam Liet International of Liet-Lavlut een internationale variant op Liet, waaraan artiesten uit heel Europa meedoen. Zij zingen in een regionale taal of zangtraditie of vertegenwoordigen een Europese regio.

## Winnaars van Liet en Liet International
2018
- Stonecrobs met het lied Yn Frijheid Kinsto Libje[1]

2017
- Luko Reinders met het lied Kom Rin Mei My[2]

2016
- Aafke Zuidersma met het lied Minsk fan wearde (en werd later tweede op het podium van Liet International in Kautokeino (Noorwegen).

2015
- duo Marit & Nigel met het lied Libbenstier[3]

2014
- Bruno Rummlermet het lied 'Beppe'
- De Makkumer Blues Brothers wonnen de Ivan Pel publieksprijs met het lied 'Wyn'

2013
- Plattèl won Liet 2013 met het lied 'Hjir bin ik'
- Grytz en Grize won de Ivan Pel publieksprijs met het lied 'Bliuw by my'.
- Liet Internationaal werd dit jaar niet gehouden maar had anders plaats moeten vinden in Corsica.

2012
- Yldau won Liet 2012 met het lied 'Fjoer'
- Sjaak Weiland uit Minnertsga won de Ivan Pel publieksprijs met het lied 'Earste leafde'
- Liet Internationaal werd 1 december 2012 gehouden in Gjion Spanje.

2011
- Janna Eijer won Liet 2011 met het lied 'Ien klap' (en won later Liet International in
- FromUs won de Ivan Pel publieksprijs met het lied 'Net Genôch'
- Janna Eijer won ook Liet Internationaal in Udine met het lied 'Ien klap'
- Coffeeshock Company uit Kroatië won de publieksprijs

2010
- Equal Souls won Liet 2010 met het lied 'Do swalkest'
- Louiza Saitova won de publieksprijs met 'Rêden troch muzyk'
- Orka van de Faeröer wonnen Liet International
- R.esistence in Dub uit Friulië (Italië) won de publieksprijs op Liet International

2009
- It langstme en de dea won Liet 2009 met 'Wikel'
- Rob du Jardin won de publieksprijs met 'Dit is myn heitelân'
- De Sámi rockband SomBy uit Finland won Liet International met 'I idit vel'
- Dr. Drer & de crc Posse van Sardinië wonnen de publieksprijs van Liet International met 'Apu biu'

2008
- Pilatus Pas met 'De wiete wyn hellet oan'(juryprijs en publieksprijs)
- Steven Sterkprijs voor de tekst 'Skreau' van Ljoubjr
- Jacques Culioli van Corsica won Liet International in Lulea met Hosanna in Excelsis

2007
- (In dit jaar was er geen editie van Liet.)

2006
- The Secret met 'Nim my mei' (juryprijs}
- Ree met 'In libben sûnder dy' (publieksprijs)
- Steven Sterkprijs voor de tekst 'Simmernacht' van Rûs
- Winnaar Liet International (in Östersund): Johan Kitti en Ellen Sara Bähr met het Samische nummer 'Ludiin Muitalan'

2005
- Van Wieren met 'Nim dyn tiid'
- Steven Sterkprijs voor Arjan Hut met de tekst 'Mata Hari' van Donna Wouda en de Harelama-show.

2004
- Meindert Talma & the Negroes met 'Dûnsje, wyldekat, dûnsje'
- Winnaar Liet International (in Leeuwarden): Niko Valkeapää met Samische nummer 'Rabas Mielain'

2003
- Bacon & Bones met 'It alderheechste guod' (juryprijs)
- Meander met 'Libbensstream' (publieksprijs)
- Winnaar Liet International (in Leeuwarden): Transjoik met het Samische nummer 'Mijajaa'

2002
- Flat out met 'Fûgelfrij'
- Winnaar Liet International (in Leeuwarden): Pomada met het Catalaanse nummer 'En Pere Gallen'

2001
- Adri de Boer met 'Wy'

2000
- Skarl met 'Jan fan de strjitte' (juryprijs)
- Femke Hoeksema en Rhody Matthijs met 'Fjouwer wjukken fan hope' (publieksprijs)

1999
- De Rode Rozen met 'Pake en beppe' (juryprijs)
- Twarres met 'Wêr bisto?' (publieksprijs)

1998
- Adri de Boer met 'Soan' (juryprijs)
- Reinout en Freddy Weima met 'Dizze stêd' (publieksprijs)

1997
- Sebeare met 'Te folle foar dy'

1996
- Some like it Not met 'Te deun' (juryprijs)
- Nynke Laverman met 'Kom werom' (publieksprijs)

1995
- in eerste instantie uitgereikt aan French Connection voor het nummer 'Iselmar', later ingetrokken na een beschuldiging van plagiaat. De publieksprijs was voor 't Kratsje met 'Har eagen'.

1994
- Egbert Beers met 'Sûnder thús' (juryprijs)
- De Rayonhaden met 'Moekes koek- en sopiekream' (publieksprijs)

1993
- Anne Oosterhaven e.a. met 'Wêr wat allinne' (juryprijs)
- Marjan v.d. Mei e.a. met 'Sis mem werom' (publieksprijs)

1992
- Mingde noaten met 'Jitze'

1991
- Gerrit Bos met 'Hjerst' (juryprijs)
- Het Tweede Perron met 'Skansearre' (publieksprijs)